# Sarota acanthoides
Sarota acanthoides is een vlindersoort uit de familie van de prachtvlinders (Riodinidae), onderfamilie Riodininae.
Sarota acanthoides werd in 1853 beschreven door Herrich-Schäffer.